# Sommerkahl
Sommerkahl è un comune tedesco di 1 171 abitanti, situato nel land della Baviera.